# New York City FC
New York City Football Club is een Amerikaanse voetbalclub uit New York die sinds 2015 deelneemt aan de Major League Soccer. Het team speelt haar thuiswedstrijden sinds de oprichting voornamelijk in het Yankee Stadium in The Bronx.

## Geschiedenis

### Opstart
In 2010 maakte Major League Soccer commissioner Don Garber officieel bekend dat de competitie haar twintigste club in de omgeving van New York wilde laten vestigen. Nadat er eerder gesprekken waren geweest met de eigenaren van de New York Mets en de heropgerichte New York Cosmos werd op 21 mei 2013 duidelijk dat de Engelse voetbalclub Manchester City samen met de Amerikaanse honkbalclub New York Yankees eigenaar zijn geworden van de twintigste MLS-franchise. Voormalig Amerikaans international Claudio Reyna werd aangetrokken als technisch directeur. Eind dat jaar, op 11 december 2013, werd Real Salt Lake-hoofdtrainer Jason Kreis aangesteld als de eerste hoofdtrainer van New York City. Voormalig wereldkampioen David Villa werd op 2 juni 2014 gepresenteerd als eerste speler van The Boys in Blue. Later voegde Frank Lampard zich ook bij het team, maar hij werd nog een volledig seizoen uitgeleend aan moederclub Manchester City, terwijl Villa tot de start in de MLS in 2015 werd uitgeleend aan zusterclub Melbourne City.

### Eerste seizoenen
In maart 2015 speelde New York City haar eerste officiële MLS-wedstrijd op bezoek bij een andere debuterende club, Orlando City. De wedstrijd eindigde in 1-1. Een week later werd er voor 43.507 toeschouwers in eigen huis gewonnen van New England Revolution. Daarna volgde een overwinningsloze reeks van elf wedstrijden, die op 16 juni 2015 werd beëindigd door een overwinning op Philadelphia Union. Het team eindigde op een achtste plaats in de Conference en zeventiende overall. Hoofdtrainer Kreis moest het veld ruimen en werd opgevolgd door voormalig wereld- en Europees kampioen Patrick Vieira.
Onder Vieira's leiding kende New York City een memorabel seizoen, onder andere door een succesvolle samenwerking in de aanvalslinie van de ploeg tussen David Villa en Jack Harrison. De club bereikte de halve finales van de MLS Cup-playoffs waarin het uiteindelijk werd uitgeschakeld door Toronto. In het seizoen 2017 eindigde The Citizens op een tweede plaats, waardoor het net naast het MLS Supporters' Shield greep. In de play-offs werden ze opnieuw in de halve finales uitgeschakeld, ditmaal door Columbus Crew.
In aanloop naar het nieuwe seizoen werd de selectie vernieuwd en nam New York City afscheid van een aantal ervaren spelers, waaronder voormalig wereldkampioen Andrea Pirlo. Halverwege het seizoen 2018 maakte Vieira bekend de club te gaan verlaten voor een dienstverband bij het Franse Nice. Hij werd opgevold door Domènec Torrent, die overkwam van Manchester City waar hij assistent-trainer was van Josep Guardiola. Na een succesvolle start vielen de resultaten erna tegen.
Opnieuw werd de selectie van nieuw elan voorzien. Ook aanvoerder en clubtopscorer David Villa besloot te vertrekken. Desondanks bleef succes uit. Wel eindigde New York City voor het eerst in haar bestaan bovenaan de ranglijst in haar eigen Conference. Hoofdtrainer Torrent verliet na afloop van het seizoen de club. Ook technisch directeur Claudio Reyna stapte op, hij ging aan de slag bij de nieuwe MLS-franchise Austin.
Ronny Deila tekende in januari 2020 een driejarig contract als nieuwe hoofdtrainer van New York City. De club begon het seizoen met haar debuut in de CONCACAF Champions League. Ze reikten hierin tot de kwartfinale, waarin het Mexicaanse Tigres UANL uiteindelijk te sterk was. In het door de coronapandemie onderbroken seizoen wisten The Pigeons verder geen noemenswaardige resultaten te behalen.

### Nationaal en internationaal succes
Het reguliere seizoen 2021 verliep moeizaam en de druk op hoofdtrainer Deila nam toe. Ook in de playoffs leek het er aanvankelijk niet op dat de club tot iets groots in staat was. Echter wist het zich op te richten en bereikte het de finale van de MLS Cup, waarin het na strafschoppen wist te winnen van Portland Timbers. Het was de eerste MLS-prijs voor een club uit de omgeving New York en de eerste prijs voor een New Yorkse sportfranchise sinds de New York Giants de Super Bowl wisten te winnen in 2011. Door het winnen van de MLS Cup mocht New York City deelnemen aan de Campeones Cup in 2022. Het Mexicaanse Atlas werd verslagen en hierdoor werd de eerste internationale prijs gewonnen. Tijdens het seizoen 2022 vertrok Ronny Deila als hoofdtrainer van de New Yorkers om in België bij Standard Luik aan de slag te gaan.
Met hoofdtrainer Nick Cushing aan het roer kende New York City een moeizaam 2023-seizoen waarin het slechts als elfde eindigde in de Conference en 22e overall. Hierdoor plaatste het team zich niet voor de playoffs, waarin het voor het laatst in 2015 ontbrak.

## Erelijst
- MLS Cup

Winnaar: 2021 (1x)
- Campeones Cup

Winnaar: 2022 (1x)

## Sponsoren
| Periode    | Kledingsponsor | Shirtsponsor   | Shirtsponsor mouw    |
| ---------- | -------------- | -------------- | -------------------- |
| 2015–2021  | Adidas         | Etihad Airways | geen                 |
| 2021       | Adidas         | Etihad Airways | Mastercard Sol Cacao |
| 2022–2023  | Adidas         | Etihad Airways | DUDE Wipes           |
| 2024–heden | Adidas         | Etihad Airways | Capital Rx           |

## Stadion
De club speelt sinds haar oprichting haar wedstrijden voornamelijk in het Yankee Stadium, dat voor voetbalwedstrijden een capaciteit heeft van 28.743 zitplaatsen. Het stadion wordt gedeeld met honkbalteam New York Yankees. In het geval dat het stadion niet beschikbaar is wijkt het team uit naar andere stadia in de omgeving, waaronder Red Bull Arena en Citi Field.
Na een lange zoektocht werd in november 2022 bekend dat de club eindelijk een locatie had gevonden voor een eigen stadion in Willets Point, Queens. Dit zal plaats gaan bieden aan 25.000 toeschouwers en is naar verwachting in 2027 gereed.

## Bekende (oud-)Pigeons

### Spelers
- Nicolás Acevedo
- Angeliño
- Mikkel Diskerud
- Chris Gloster
- Jack Harrison
- Sean Johnson
- Frank Lampard
- Talles Magno
- Thomas McNamara
- Alfredo Morales
- Maximiliano Moralez
- Andrea Pirlo
- Giovanni Reyna
- Alexander Ring
- Joe Scally
- David Villa
- Gedion Zelalem

### Trainers
- Ronny Deila
- Pascal Jansen
- Jason Kreis
- Patrick Vieira

## Kroniek
| - 2013: Op 21 mei werd New York City Football Club opgericht. - 2015: 8e plaats Eastern Conference MLS (1e niveau) - 2016: 2e plaats Eastern Conference MLS Kwartfinale MLS Cup - 2017: 2e plaats Eastern Conference MLS Kwartfinale MLS Cup - 2018: 3e plaats Eastern Conference MLS Kwartfinale MLS Cup - 2019: 1e plaats Eastern Conference MLS Kwartfinale MLS Cup Kwartfinale U.S. Open Cup - 2020: 5e plaats Eastern Conference MLS 1e ronde MLS Cup Kwartfinale MLS is Back Cup Kwartfinale CONCACAF Champions League - 2021: 4e plaats Eastern Conference MLS Landskampioen MLS Cup (1e landskampioenschap) Kwartfinale Leagues Cup - 2022: 3e plaats Eastern Conference MLS Halve finale MLS Cup Kwartfinale U.S. Open Cup Halve finale CONCACAF Champions League Winnaar Campeones Cup (1e titel) - 2023: 11e plaats Eastern Conference MLS 2e ronde Leagues Cup Halve finale CONCACAF Champions League - 2024: 6e plaats Eastern Conference MLS Kwartfinale MLS Cup Kwartfinale Leagues Cup |